# Bezesporná teorie
Bezesporná teorie (také konzistentní teorie) je označení používané v matematické logice pro formální teorii, která neobsahuje spor; v opačném případě se používá označení sporná teorie.

## Definice
Teorie je sporná, je-li v ní dokazatelná nějaká sentence (tedy uzavřená formule) i její negace. Není-li teorie sporná, říkáme, že je bezesporná neboli konzistentní. Za spor se v teorii T považuje každá formule, která je v T dokazatelná spolu se svojí negací.

## Vlastnosti
Následující vlastnosti teorie T jsou ekvivalentní (v logice s rovností):
- T je sporná.
- V T je dokazatelná každá sentence.
- V T je dokazatelná sentence {\displaystyle (\exists x)(x\neq x)}
- Nějaká konečná podteorie T je sporná.
- Neexistuje model T. (viz Gödelova věta o úplnosti predikátové logiky)

Tedy teorie obsahující spor je v „klasické“ logice nejsilnější teorií (ve smyslu velikosti množiny dokazatelných formulí), neboť dokazuje každé tvrzení.
Dále platí:
- Rekurzivně axiomatizovaná bezesporná teorie obsahující Peanovu aritmetiku je neúplná. To je tvrzení první Gödelovy věty o neúplnosti.

## Relativně bezesporná teorie
Je-li T teorie a S její rozšíření, pak S je relativně bezesporná vůči T, pokud platí, že je-li T bezesporná, pak je bezesporná i S.
Tento pojem se často používá u rozšíření ZF a ZFC, neboť díky Gödelovým větám o neúplnosti je nemožné dokázat jejich bezespornost. Důvěra v bezespornost ZFC (a tím i ZF) je velmi vysoká, neboť ZFC se po mnoho desetiletí osvědčila jako definice vší matematické pravdy; přitom očekávat od ní bezespornost je nesrovnatelně slabší předpoklad než věřit, že každé její tvrzení je pravdivé. 
Nicméně je-li ZFC bezesporná, z druhé Gödelovy věty o neúplnosti plyne, že to nikdy nebude možné dokázat. K tomu by byla nutná nějaká silnější teorie; je toho schopna např. Kelleyova–Morseova teorie množin (KM). To ovšem vede ke stejnému paradoxu: takový důkaz by znamenal, že bezespornost ZFC „skutečně je“ bezesporná, jen za předpokladu, že každá věta dokazatelná v KM je „skutečně pravdivá“. To je ovšem mnohem více, než že KM je bezesporná, což je zase více, než že je bezesporná ZFC. 
Pojem „skutečná matematická pravda“ v tomto smyslu nelze exaktně definovat, protože před vyslovením jakékoli věty či definice je nutno zvolit systém, o němž se věřím, že matematickou pravdu popisuje (nebo alespoň že je praktické jej akceptovat za definici matematické pravdy, protože díky takové akceptaci přinese matematická věda užitečné výsledky). ZFC se takto ustálila až po nějakém čase, po který dobře sloužila, a navíc nikoli bez námitek proti axiomu výběru.
Příklad: Studiem konstruovatelných množin lze ukázat, že je-li ZF bezesporná, pak je bezesporná i ZF+GCH a tedy i ZFC. Bezespornost ZF však nelze dokázat, proto konstruovatelné množiny neprokazují bezespornost ZFC, ale její relativní bezespornost vzhledem k ZF.
Podobně metodou forsingu lze bezespornost ZF s negací axiomu výběru dokázat opět pouze za předpokladu, že ZF je bezesporná.